# إنتل 80486 أوفر درايف
معالج إنتل i486 OverDrive

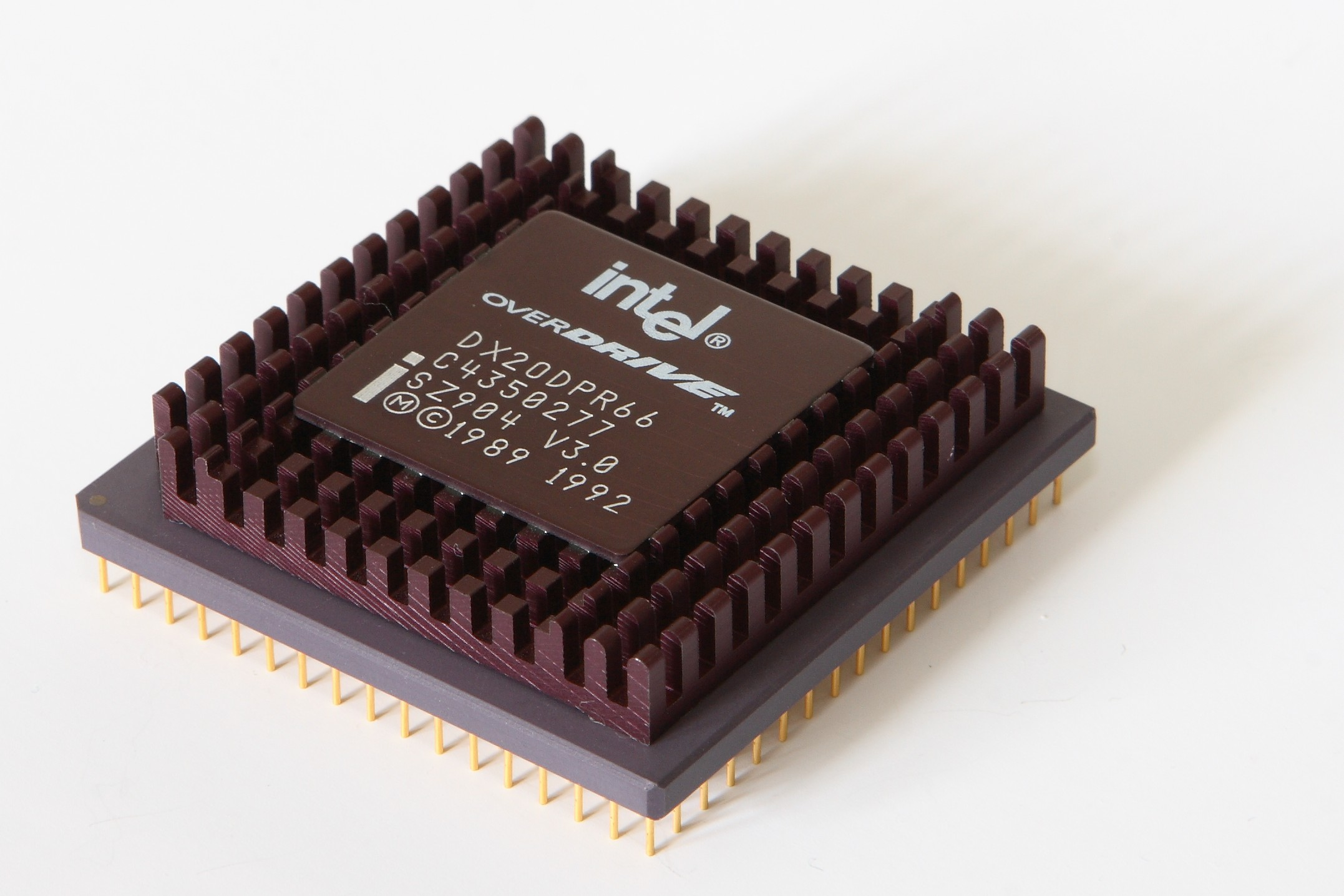
إنتل DX2-66 MHz OverDrive

هو فئة من معالجات إنتل 80486s المختلفة التي تم إنتاجها بهدف ترقية الحاسبات الشخصية. الـ جوده عمليات معالجات الـ OverDrives تختلف عن i486s العادي مع نفس السرعة. وتتضمن منضمات جهد كهربيائي (فولت) داخلية، pin-outs مختلفة، ذاكرة write-back بدلاً من write-through، خافضات حرارة مدمجة، وعمليات بدون مراوح - هذة الميزات جعلتها تسطيع العمل في أماكن لا تسطيع الموديلات العادية العمل فيها.

## النماذج
- 25  ميغاهيرتز, 100 ميغاهيرتز الأساسية
- 33 ميغاهيرتز, 133 ميغاهيرتز الأساسية

.